# Norman Dencker
Norman Dencker (* 18. Januar 1922 in Berlin; † nach 1984) war ein deutscher Botschafter.

## Leben und Wirken
Norman Dencker absolvierte nach seinem von 1948 bis 1951 währenden Studium der Volkswirtschaft und Rechtswissenschaft von 1952 bis 1953 eine Ausbildung zum Beamten des Höheren Auswärtigen Dienstes. Seine diplomatische Laufbahn begann in der deutschen Botschaft in Belgrad in den Jahren 1953 bis 1955. Danach arbeitete er von 1955 bis 1957 in der politischen Abteilung des Auswärtigen Amtes. Von 1957 bis 1960 war er in der Botschaft in Addis Abeba eingesetzt. 1960 wechselte er als Konsul nach Detroit. Dort hielt er auch Vorträge für Studenten über das politische System der Bundesrepublik Deutschland und die Sachlage der Teilung Deutschlands.
Seine nächste Station war die Botschaft in Buenos Aires von 1964 bis 1968. Es folgte eine Beschäftigung in der Verwaltungs-Abteilung des Auswärtigen Amtes von 1968 bis 1976. Botschafter in Mexiko war er von 1976 bis 1981. Für Missfallen sorgte Dencker, als er 1980 den auf einer Informationsreise zur Drogenpolitik in die USA befindlichen Bundesinnenminister Gerhart Baum bei einem Abstecher nach Mexiko die Beratung und Betreuung verweigerte.
Seine letzte (bekannte) Position war die des Botschafters in Ungarn, die er von 1981 bis 1984 innehatte.

## Auszeichnungen
- Orden vom Aztekischen Adler mit Stern und Schulterband